# Географът си пропи глобуса
„Географът си пропи глобуса“ (на руски: Географ глобус пропил) е руски филм от 2013 година, драма на режисьора Александър Веледински по негов сценарий в съавторство с Рауф Кубаев и Валерий Тодоровски, базира на едноименния роман от 1995 година на Алексей Иванов.
В центъра на сюжета е добре образован алкохолик в Перм, опитващ се да запази брака си, който е нает за учител по география и заминава с част от учениците си на туристически поход с рафтинг, в резултат на който е уволнен. Главните роли се изпълняват от Константин Хабенски, Елена Лядова, Анфиса Чорних, Александър Робак, Андрей Притков.
„Географът си пропи глобуса“ печели 5 награди „Ника“, включително за най-добър филм и за режисура, и е номиниран в три други категории.